# Aeroporto Internazionale di N'Djamena
L'Aeroporto Internazionale di N'Djamena (IATA: NDJ, ICAO: FTTJ), citato anche come Aeroporto di N'Djamena-Hassan Djamous, è un aeroporto ciadiano situato nel tessuto urbano di N'Djamena, la capitale del Ciad. Lo scalo è l'unico aeroporto internazionale del paese dell'Africa Occidentale.
La struttura, intitolata a Hassan Djamous, ufficiale durante la Guerra libico-ciadiana (1978-1987) dell'Armée de terre tchadienne, l'esercito ciadiano, e cugino del presidente del Ciad generale Idriss Déby, è posta all'altitudine di 295 m s.l.m. (968 ft), costituita da un terminal, una torre di controllo e da una pista con superficie in asfalto con orientamento 05/23, lunga 2 800 per 45 metri (9 186 x 148 ft) ed equipaggiata con dispositivi di assistenza all'atterraggio tra i quali, il sistema di atterraggio strumentale (ILS), un impianto di illuminazione ad alta intensità (HIRL) e, solo per la direzione 23, indicatore di angolo di approccio PAPI. Inoltre è disponibile una seconda pista per atterraggi di emergenza con fondo in argilla e lunga 1 500 m.
L'aeroporto, di tipologia mista civile e militare, è di proprietà del governo ciadiano ed è aperto al traffico commerciale, nonché Hub della compagnia aerea Toumaï Air Tchad, ed ospita nelle sue strutture una base aerea della Force aérienne tchadienne.
In precedenza fu sede della Base aérienne 172 Fort-Lamy, base della francese Armée de l'air rimasta operativa dal 1939 al 1975, quindi dal 1986, con l'inizio dell'Operazione Épervier, tornata a ospitare reparti francesi equipaggiati con aeromobili ad ala fissa, caccia Dassault Mirage F1, aerei da trasporto tattico e da ricognizione, e ad ala mobile Aérospatiale SA 330 Puma.

## Statistiche
Questo grafico non è disponibile a causa di un problema tecnico.
Si prega di non rimuoverlo.
Vedi la query Wikidata di origine.